# Andreas Bube
Andreas Hjartbro Bube (født 13. juli 1987 i Gladsaxe), er en dansk sprinter og mellemdistanceløber, som løber for Bagsværd Atletik Club. Hans bedste resultat hidtil er en sølvmedalje, som han vandt ved EM i atletik 2012 i 800 meter-løb.
Bube er specialist på 800 meter, tidligere på 400 meter og på 400 meter hæk. Han deltog i Ungdoms-OL 2003 i Paris, Junior NM-2003, 2004, 2005 og 2006, hvor han også er blevet nordisk mester. Junior EM 2005, Junior VM 2006, U23-EM 2007, inde-EM 2009 og EM i Barcelona 2010 på 800 meter og 4 x 400 meter.
Bube satte i 2011 personlig rekord på 800 meter, da han ved et stævne i Gent løb 1.46,10, hvilket er den næstbedste dansk tid nogensinde. Tiden blev senere forbedret ved udendørs-VM i Daegu, hvor han i semifinalen løb 1.45,48. Ved sæsonens sidste Diamond League stævne i Bruxelles forbedrede han sin tid til 1.45,04.
Bube trænes af Johnny Bagge.

## Personlige rekorder
| Konkurrence | Resultat     | Sted              | Dato            |
| ----------- | ------------ | ----------------- | --------------- |
| 200 meter   | 21.68 (-2.7) | Göteborg, Sverige | 28. juni 2009   |
| 400 meter   | 46.48        | Oordegem, Belgien | 5. juli 2009    |
| 800 meter   | 1.44.89      | Monaco, Frankrig  | 20. juli 2012   |
| 1500 meter  | 3.42.33      | Bloomington, USA  | 5. februar 2014 |

Kilde: Statletik